# Elektrownia kondensacyjna

Elektrownia kondensacyjna – elektrownia cieplna pracująca według termodynamicznego obiegu Rankine’a. W odróżnieniu od elektrociepłowni ciepło odzyskane przy skropleniu pary wodnej, która opuszcza turbinę parową, tracone jest do otoczenia.
W elektrowniach kondensacyjnych wykorzystywane są kondensacyjne turbiny parowe.